# Pangasiidae
Los peces-gato gigantes son la familia Pangasiidae de peces de agua dulce, incluida en el orden Siluriformes, distribuidos por ríos y lagos del sudeste asiático, desde Pakistán hasta Borneo. El nombre de la familia procede del vietnamita, literalmente su nombre común en este idioma.
Aparecen por primera vez en el registro fósil en el Cenozoico.

## Morfología
Normalmente presentan dos pares de bigotes, uno de ellos en el mentón, no teniendo bigotes nasales como en otros silúridos; tienen el cuerpo comprimido, con una pequeña aleta adiposa separada de la aleta caudal, mientras que la aleta dorsal se encuentra próxima a la cabeza con una o dos espinas.
Algunas especies son de gran tamaño, como el siluro gigante, para el que se ha descrito un tamaño de hasta 3 metros y un peso de 300 kg.

## Géneros
Existen 30 especies válidas, agrupadas en los siguientes 4 géneros:
- Género Helicophagus (Bleeker, 1858)
  - Helicophagus leptorhynchus (Ng y Kottelat, 2000)
  - Helicophagus typus (Bleeker, 1858)
  - Helicophagus waandersii (Bleeker, 1858)
- Género Pangasianodon (Chevey, 1931)
  - Pangasianodon gigas (Chevey, 1931) - (Siluro gigante)
  - Pangasianodon hypophthalmus (Sauvage, 1878)
- Género Pangasius (Valenciennes, 1840)
  - El género más numeroso, con 23 especies según Ferraris, 2007.[4]

Subgenus Pangasius
- Panga, Pangasius hypophthalmus (Sauvage, 1878)
- Basa fish, Pangasius bocourti Sauvage, 1880
- Pangasius conchophilus Roberts & Vidthayanon, 1991
- Pangasius djambal Bleeker, 1846
- Pangasius elongatus Pouyaud, Gustiano & Teugels, 2002
- Pangasius humeralis Roberts, 1989
- † Pangasius indicus (Marck, 1876)
- Pangasius kinabatanganensis Roberts & Vidthayanon, 1991
- Pangasius krempfi Fang & Chaux, 1949
- Pangasius kunyit Pouyaud, Teugels & Legendre, 1999
- Spot pangasius, Pangasius larnaudii Bocourt, 1866
- Pangasius lithostoma Roberts, 1989
- Pangasius macronema Bleeker, 1851
- Pangasius mahakamensis Pouyaud, Gustiano & Teugels, 2002
- Pangasius mekongensis Gustiano, Teugels & Pouyaud, 2003
- Shortbarbel pangasius, Pangasius micronemus Bleeker, 1847
- Pangasius myanmar Roberts & Vidthayanon, 1991
- Pangasius nasutus (Bleeker, 1863)
- Pangasius nieuwenhuisii (Popta, 1904)
- Yellowtail catfish, Pangasius pangasius (Hamilton, 1822)
- Pangasius polyuranodon Bleeker, 1852
- Pangasius rheophilus Pouyaud & Teugels, 2000
- Pangasius sabahensis Gustiano, Teugels & Pouyaud, 2003
- Giant pangasius, Pangasius sanitwongsei Smith, 1931

Subgenus Pteropangasius Fowler, 1937 (junior synonym of genus Pseudolais Vaillant, 1902 in Ferraris, 2007)
- Pangasius micronemus Bleeker, 1847
- Pangasius pleurotaenia Sauvage, 1878

- Género Pseudolais (Bleeker, 1847)
  - Pseudolais micronemus (Bleeker, 1847)
  - Pseudolais pleurotaenia (Sauvage, 1878)